# Gypsophila briquetiana
Gypsophila briquetiana är en nejlikväxtart som beskrevs av Schischkin. Gypsophila briquetiana ingår i släktet slöjor, och familjen nejlikväxter. Inga underarter finns listade i Catalogue of Life.